# Бринкман, Арсений Игоревич
Арсений Игоревич Бринкман (3 октября 2000, Санкт-Петербург) — российский хоккеист, защитник. Мастер спорта России.
Воспитанник петербургского хоккея, начинал заниматься в СКА, затем — в «Неве» и «Серебряных Львах» (с сезона 2016/17 — «СКА-Серебряные Львы»). В сезоне 2020/21 провёл в КХЛ за СКА 11 матчей, где забросил 1 гол и отдал 3 передачи при показателе полезности +1.
Младший брат Валерий — хоккейный вратарь.